# Roncalli Cirkusz
A Roncalli Cirkusz (angolul: Circus Roncalli) Németország legnagyobb utazócirkusza. Székhelye és téli otthona Kölnben található. Bernhard Paul és André Heller alapította 1976-ban, Bécsben.

## Története
A legelső premier 1976. április 1-én, Grazban volt. Az első évad augusztus 16-án Münchenben ért végét. Paul és Heller nem értett egyet a koncepcióval kapcsolatban, ezért 1980. június 4-óta Bernhard Paul a cirkusz egyedüli igazgatója. Azóta, a cirkusz turnézott Németországban és külföldön is. 
Érdekesség, hogy az első nyugat-németországi cirkusz volt aki felléphetett a Szovjetunióban 1986-ban. Éveken át a cirkusz bohóca David Larible volt.
2018-tól kezdve a Roncalli Cirkusz többé nem szerepeltet állatok a műsorában. A cirkusz több mint 40 év után szakított a klasszikus cirkuszi modellel és élő állatok helyet 3D hologram technológiával viszi az állatokat a porondra.

## Utazás
Bernhard Paul a vasúti közlekedést részesíti előnyben, ezért 80 cirkuszi kocsikból álló tehervonattal utaznak Németországban. A szerelvény teljes tömege 1175 tonna, hossza 700 méter.

## Magyar fellépők
2011-ben, a 35. jubileumi gálaműsorban fellépett Richter Flórián és felesége Edith lovas produkcióikkal. A 2013-as műsorban a Trio Laruss (Russnák Norbert, Russnákné Bátori Ildikó, Kósi Edit) erőemelők és a Duo Viro tissue légtornászok szerepeltek. A cirkuszban jelenleg is vannak műsoron magyar artisták: a Trio Császár ugródeszkacsoport 2014 óta tagja a cirkusznak.

## Hang és kép
- A Roncalli Cirkusz 2013-as "Time is Honey" című műsora
- Circus Roncalli – Trailer 2012
- Circus Roncalli 2011

## Fordítás
- Ez a szócikk részben vagy egészben  a   Circus Roncalli című angol Wikipédia-szócikk ezen változatának fordításán alapul.  Az eredeti cikk szerkesztőit annak laptörténete sorolja fel. Ez a jelzés csupán a megfogalmazás eredetét és a szerzői jogokat jelzi, nem szolgál a cikkben szereplő információk forrásmegjelöléseként.